# Црнотинце
Црнотинце (алб. Corroticë) је насеље у Србији у општини Прешево у Пчињском округу. Према попису из 2022. било је 1382 становника.

## Демографија
У насељу Црнотинце живи 902 пунолетна становника, а просечна старост становништва износи 29,1 година (28,3 код мушкараца и 29,8 код жена). У насељу има 326 домаћинстава, а просечан број чланова по домаћинству је 4,46.
Ово насеље је великим делом насељено Албанцима (према попису из 2002. године).
|  |

| Демографија | Демографија | Демографија |
| Година      | Становника  | Становника  |
| ----------- | ----------- | ----------- |
| 1948.       | 919         |             |
| 1953.       | 1.010       |             |
| 1961.       | 1.103       |             |
| 1971.       | 1.255       |             |
| 1981.       | 1.514       |             |
| 1991.       | 1.730       | 1.507       |
| 2002.       | 1.454       | 2.230       |
| 2022.       | 1.382       |             |

| Етнички састав према попису из 2002.‍ | Етнички састав према попису из 2002.‍ | Етнички састав према попису из 2002.‍ | Етнички састав према попису из 2002.‍ | Етнички састав према попису из 2002.‍ |
| ------------------------------------ | ------------------------------------ | ------------------------------------ | ------------------------------------ | ------------------------------------ |
|                                      |                                      |                                      |                                      |                                      |
| Албанци                              | Албанци                              |                                      | 1.445                                | 99,38%                               |
| непознато                            | непознато                            |                                      | 4                                    | 0,27%                                |

| Година пописа     | 1948. | 1953. | 1961. | 1971. | 1981. | 1991. | 2002. |
| ----------------- | ----- | ----- | ----- | ----- | ----- | ----- | ----- |
| Број домаћинстава | 136   | 151   | 159   | 174   | 206   | 231   | 326   |

| Број чланова      | 1  | 2  | 3  | 4  | 5  | 6  | 7  | 8  | 9 | 10 и више | Просек |
| ----------------- | -- | -- | -- | -- | -- | -- | -- | -- | - | --------- | ------ |
| Број домаћинстава | 19 | 47 | 38 | 63 | 66 | 48 | 22 | 11 | 7 | 5         | 4,46   |

| Пол    | Укупно | Неожењен/Неудата | Ожењен/Удата | Удовац/Удовица | Разведен/Разведена | Непознато |
| ------ | ------ | ---------------- | ------------ | -------------- | ------------------ | --------- |
| Мушки  | 490    | 164              | 308          | 15             | 0                  | 3         |
| Женски | 495    | 100              | 350          | 42             | 0                  | 3         |
| УКУПНО | 985    | 264              | 658          | 57             | 0                  | 6         |

| Пол    | Укупно                    | Пољопривреда, лов и шумарство | Рибарство                            | Вађење руде и камена | Прерађивачка индустрија       |
| ------ | ------------------------- | ----------------------------- | ------------------------------------ | -------------------- | ----------------------------- |
| Мушки  | 132                       | 73                            | 0                                    | 0                    | 11                            |
| Женски | 74                        | 68                            | 0                                    | 0                    | 0                             |
| УКУПНО | 206                       | 141                           | 0                                    | 0                    | 11                            |
| Пол    | Производња и снабдевање   | Грађевинарство                | Трговина                             | Хотели и ресторани   | Саобраћај, складиштење и везе |
| Мушки  | 1                         | 4                             | 6                                    | 0                    | 1                             |
| Женски | 0                         | 0                             | 0                                    | 0                    | 0                             |
| УКУПНО | 1                         | 4                             | 6                                    | 0                    | 1                             |
| Пол    | Финансијско посредовање   | Некретнине                    | Државна управа и одбрана             | Образовање           | Здравствени и социјални рад   |
| Мушки  | 0                         | 2                             | 3                                    | 23                   | 2                             |
| Женски | 0                         | 0                             | 0                                    | 4                    | 1                             |
| УКУПНО | 0                         | 2                             | 3                                    | 27                   | 3                             |
| Пол    | Остале услужне активности | Приватна домаћинства          | Екстериторијалне организације и тела | Непознато            | Непознато                     |
| Мушки  | 1                         | 0                             | 0                                    | 5                    | 5                             |
| Женски | 0                         | 0                             | 0                                    | 1                    | 1                             |
| УКУПНО | 1                         | 0                             | 0                                    | 6                    | 6                             |